# アメリカ合衆国の関税政策の歴史
関税は歴史的にアメリカ合衆国の通商政策において重要な役割を果たしてきた。経済学者のダグラス・アーウィンは、米国の関税の歴史を3つの時期に分類している。すなわち、｢歳入期｣（おおよそ1790年～1860年）、｢制限期｣（1861年～1933年）、および｢互恵期｣（1934年以降）である。第1期の1790年から1860年には、平均関税率は20％から60％へと上昇した後、再び20％へと低下した。1861年から1933年までのアーウィンが｢制限期｣と位置づける時期には、平均関税率は50％まで上昇し、その水準が数十年間維持された。1934年以降の｢互恵期｣には、平均関税率は大幅に低下し、最終的には約5％で安定した。特に1942年以降、米国は世界的な自由貿易の推進を開始した。2016年大統領選挙以降、米国は通商保護主義を強めた。
アーウィンによれば、関税は主に次の3つの目的で課されてきたという。すなわち、(1) 政府の歳入を増やすこと、(2) 輸入を制限して国内生産者を外国競争から保護すること、そして (3) 貿易障壁を引き下げる互恵協定を締結すること―である。
また、アーウィンは米国の通商政策について広く流布している誤解を指摘する。すなわち、19世紀初頭の低関税が米国製造業に損害を与え、19世紀後半の高関税が米国を偉大な工業国にしたという見方である。世界の製造業に占める米国のシェアは1870年の23％から1913年には36％へと拡大したが、当時の高関税にはGDPの約0.5％（1870年代半ば時点）に相当するコストが伴った。一部の産業では数年程度の発展促進につながった可能性があるが、保護主義時代の米国経済成長はむしろ豊富な資源や人材・アイデアの受容性によってもたらされた。

## 関税収入

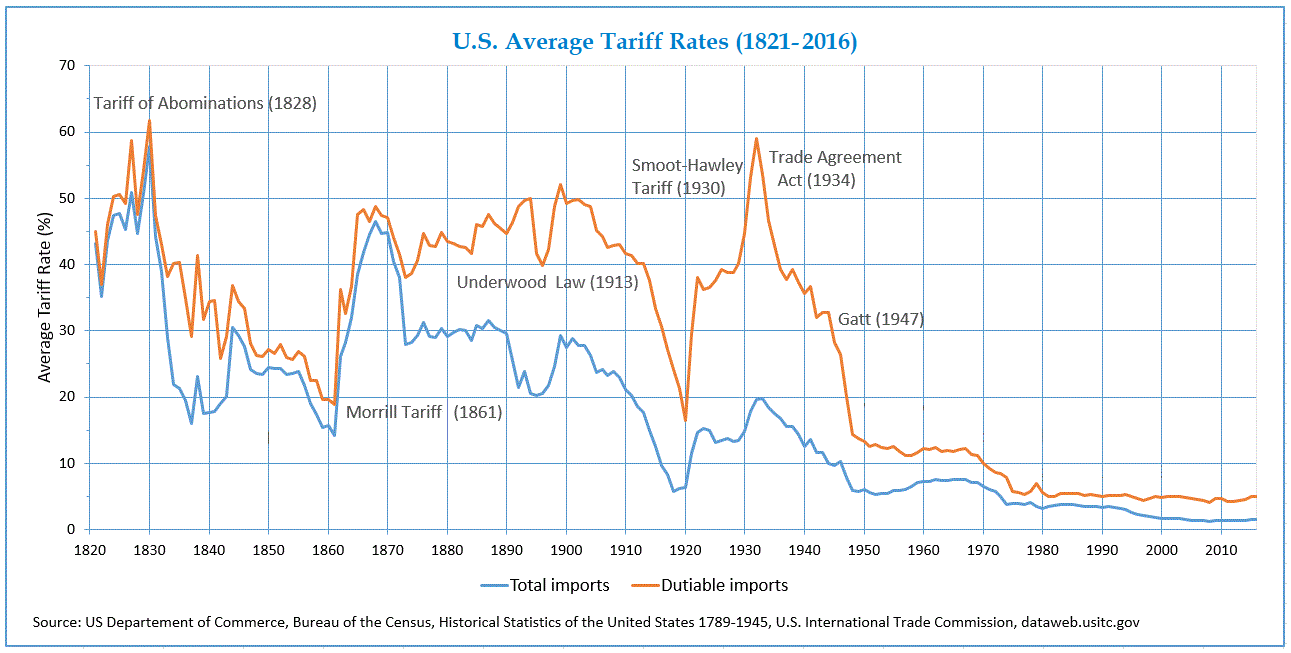
米国の平均関税率（1821–2016年）。総輸入に対する平均関税と課税輸入に対する平均関税の2種類の指標が示されている。南北戦争後、コーヒーや紅茶など国内で生産されない無税品の導入により両者の差が拡大した。1980年代以降は自由貿易協定もこの乖離に寄与している

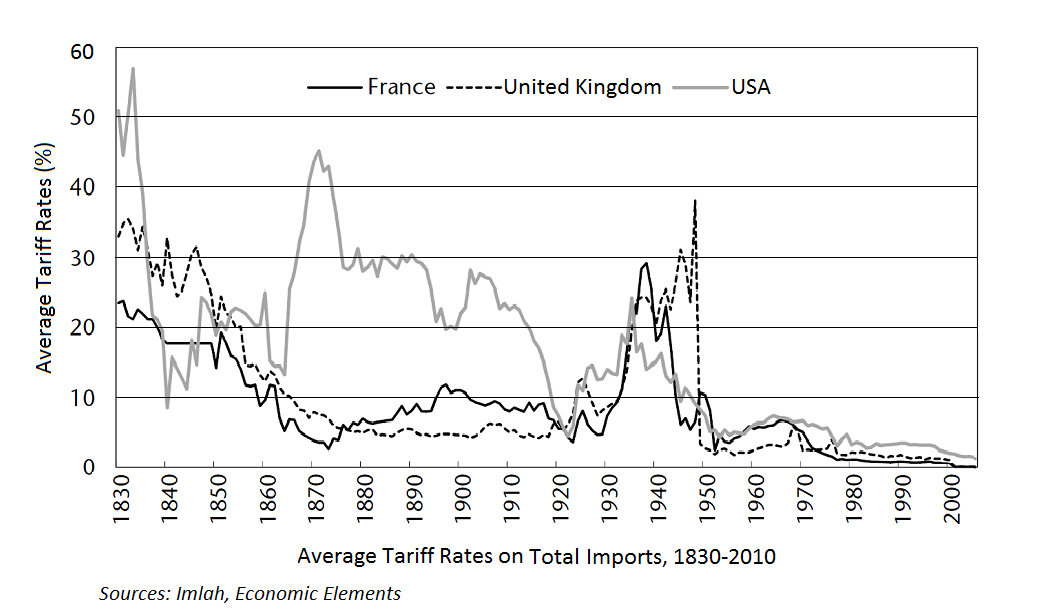
フランス・英国・米国の平均関税率

1790年から2019年にかけての米国の関税政策の推移は、大きく3つの時期に分けられる。それぞれ、歳入確保（1790–1860年）、輸入制限（1861–1933年）、および通商協定による互恵（1934年以降）を主目的とする。歳入期には平均関税率は約20％から60％へ上昇した後、1860年までに再び約20％へ低下した。続く制限期には、課税輸入に対する平均関税率が約50％まで上昇し、数十年維持された。1934年以降の互恵期には関税率が急減し、最終的に約5％で安定し、21世紀に至っている。
関税率の変動の多くは意図的な政策変更によるものではなく、｢従量税｣（輸入品1単位当たりの固定額課税）と輸入価格の変動との相互作用によるものであった。例えば、第1次世界大戦中の価格上昇や大恐慌期のデフレーションは、平均関税水準に一時的な急上昇や急落をもたらした。第2次世界大戦後の関税の大幅な低下は主にインフレによるものであり、1944年から1950年までの関税率低下の約3分の2は価格上昇によるもので、残り3分の1は1947年の第1回GATT会議で交渉された関税引き下げによるものであった。
課税輸入に対する平均関税率は時代ごとに大きく変動してきたが、政策立案者が設定した基礎的な関税率は、データが示すほどには変動していない。これらの関税率は、歳入確保、輸入制限、互恵という包括的な政策目的を反映して体系的に構築されている。

## 植民地時代とアメリカ独立革命
アメリカ合衆国の独立以前から、通商政策は論争の的であった。13植民地は航海法という制限的な枠組みに従っており、植民地貿易の大部分がイギリス経由で行われていた。植民地輸出品のおよそ4分の3は、他地域へ再輸出される前に必ずイギリスの港を経由しなければならない指定品であり、この政策はアメリカの農園主が受け取る価格を低下させていた。
学者たちは長らく、イギリスの重商主義政策が植民地の犠牲のもとで主にイギリスの海運業者に利益をもたらし、アメリカ独立革命につながる緊張を助長したかどうかを議論してきた。Harper（1939年）は初期の試算として、こうした貿易制限が1773年に植民地の所得の約2.3％の損失をもたらしたと計算した。この試算には、帝国に属することによる利益、例えば防衛費の低減やイギリス海軍の保護による海上保険料の低下は含まれていない。それでもなお、イギリスの重商主義的制限は植民地が独立を求める要因の一つであったと広く考えられている。航海法による経済的負担のおよそ90％は南部植民地、特にメリーランド州やバージニア州のタバコ栽培者が負担し、1770年には地域所得を最大2.5％減少させ、独立支持につながった可能性がある。
当時のデータによれば、アメリカ独立戦争中にアメリカの対外貿易は急激に減少し、1780年代まで低迷した。1790年代に貿易は回復したものの、ヨーロッパでの軍事紛争が続いたため変動が大きかった。

## 建国初期（1789年–1828年）
アメリカ合衆国憲法の起草者は、連邦政府に課税権限を与え、「合衆国の負債を支払い、共同防衛および一般福祉を提供するために、連邦議会は税金、関税、賦課金および物品税を課し徴収する権限を有する」と定めた。また、「外国諸国、諸州間およびインディアン部族との通商を規制する」権限も与えた。州間関税は憲法で禁止されており、国内製品は他州に輸入・輸送されても無税であった。
連邦歳入の緊急の必要性と貿易収支への懸念に対応し、初代アメリカ合衆国議会は関税の徴収を認めるアメリカ合衆国の1789年関税法を可決し、大統領ジョージ・ワシントンが署名した。1860年までの関税収入は連邦歳入の80〜95％を占めた。課税をめぐる戦争を戦ったばかりの米国議会は、目立たず容易に徴収できる安定した収入源を求めた。
建国の父たちの間では、関税が最も効率的で、かつ政治的にも受け入れられやすい歳入調達手段であるというコンセンサスがあった。植民地時代後の売上税は非常に論争を呼び、執行が難しく、管理コストも高かった。ウィスキー反乱のような事件はその典型である。同様に、当時の状況では所得税は複雑さなどの理由から適していなかった。一方、関税はより単純な解決策であった。輸入品は主にボストン、ニューヨーク、フィラデルフィア、ボルチモア、チャールストンなど少数の港を経由して米国に入るため、そこで課税する方が容易であった。さらに、関税は商品の価格に組み込まれていたため、一般市民にとって目立ちにくく、政治的抵抗も少なかった。この仕組みは、他の課税方法のような即時的な負担感を与えずに効率的な歳入調達を可能にした。
1791年12月、財務長官アレクサンダー・ハミルトンは製造業に関する報告書を議会に提出した。この報告書は、国内産業発展の理論的擁護と具体的な政策提案を示したものであった。ハミルトンは、完成品への輸入関税引き上げ、原材料への関税引き下げ、主要産業への補助金、熟練労働者の移民支援などを提案した。
経済史家のダグラス・アーウィンは、アレクサンダー・ハミルトンの保護主義的な評価はしばしば誇張されていると指摘する。ハミルトンはしばしば製造業報告書（1791年）によって高関税と結びつけられるが、アーウィンは同報告書が「一般的な理解よりもはるかにニュアンスがある」と述べる。ハミルトンは国内製造業の振興を支持したが、「高関税よりも補助金や投資奨励策」を好み、関税は産業成長を促進する上で特に有効ではないと考えていた。アーウィンによれば、ハミルトンは過剰な保護が非効率を生み貿易全体を損なう可能性を認識しており、外国競争からの過度の遮断を目指してはいなかった。
Ashleyは次のように指摘している。
1790年以降、関税には絶えず変更が加えられ、1792年から1816年の間だけでも25本の関税法が成立したが、ハミルトンの製造業報告書やその理念が当時の立法に特別な影響を与えた形跡はなく、動機は常に財政的なものであった。
大統領トーマス・ジェファーソンは、議会の支持を得て1807年12月から海上貿易を全面的に禁止する前例のない政策実験を実施した。この通商禁止法 (1807年)の目的は、アメリカ船舶と船員をナポレオン戦争における英仏海軍の争いから守ることであった。その後、アメリカ合衆国の1809年通商停止法によって制限はイギリスとフランスのみに限定された。輸入は急減し、多くの品目で不足と価格上昇が生じた。この禁輸は経済的圧力の手段として意図されたが、国内経済を大きく損ない、不人気となった。1808年半ばには米国はほぼ自給的状態に達し、平時としては歴史上最も極端な国際貿易中断の一つとなった。この禁輸は1809年3月まで続き、GDPの約5％に相当する静的厚生損失をもたらしたと推計されている。
1812年戦争でもイギリスの海上封鎖により同様の問題が生じた。財政危機は、国立銀行であった第一合衆国銀行の廃止によってさらに悪化したが、戦後すぐに再設立された。
アメリカ合衆国の1828年関税法で関税は大幅に引き上げられた。南部ではこの関税が経済に悪影響を与えるとして「呪われた関税」と呼ばれた。一部の輸入品に38％、一部の輸入原材料に45％の税率が課された。高関税に対する強い政治的反発は、製造業の乏しいサウスカロライナ州の南部民主党とプランテーション所有者から起こった。彼らは高率関税が輸入品の価格を押し上げ、自分たちの経済的利益が不当に損なわれていると主張し、連邦関税の「無効化」を試み、合衆国からの脱退まで口にした（無効化の危機）。大統領アンドリュー・ジャクソンは、連邦軍を用いて法を執行する意向を明らかにし、他州はサウスカロライナの無効化の呼びかけを支持しなかった。危機は妥協によって終結し、平均関税率を10年間で15〜20％に引き下げることとなった。

## 第二政党制（1829年–1859年）
1832年から1860年にかけて、民主党は関税の引き下げを試みた。アメリカ合衆国の1832年関税法は1828年関税法の一部を撤廃したが、毛織物に対する関税を引き上げた。アメリカ合衆国の1833年関税法は20％を超える税率を2年ごとに10分の1ずつ削減した。アメリカ合衆国の1842年関税法は税率を1832年水準（23〜35％）に戻した。ウォーカー関税（1846年）は主に歳入確保を目的とし、従価税を重視する方向へ転換した。アメリカ合衆国の1857年関税法では税率が20％に引き下げられ、自由輸入品目が拡大された。
民主党は第二政党制で優位に立ち、政府運営費を賄うが産業保護はしない低関税を制定した。一方、対抗勢力のホイッグ党は高い保護関税を求めたが、議会で敗れることが多かった。関税はすぐに重要な政治問題となり、北部の産業と有権者を保護したいホイッグ党（1832–1852年）や1854年以降の共和党は高関税を支持し、産業が乏しく輸入品が多い南部の民主党は低関税を支持した。
各政党は政権を握るたびに、連邦政府が必要とする一定の歳入を確保しつつ、関税を引き上げたり引き下げたりした。1834年にはアメリカ合衆国の国債が完済され、南部民主党出身の大統領アンドリュー・ジャクソンは関税率をおおむね半減させ、ほとんどの連邦物品税を廃止した。
ヘンリー・クレイとホイッグ党は、生産性の高い工場に基づく急速な近代化を構想し、高関税を求めた。彼らは、創業期の工場、すなわち「幼稚産業」は当初はヨーロッパ（イギリス）の生産者より効率が劣り、アメリカの工場労働者の賃金が高いことを主張した。この議論は工業地域で非常に説得力を持ち、クレイの立場は1828年と1832年の関税法で採用された。無効化の危機によりホイッグの立場は部分的に放棄されたが、1840年と1842年の選挙で勝利し議会を掌握するとアメリカ合衆国の1842年関税法で高関税を再導入した。Mooreは、これらの議論は南北戦争の前兆ではなく、自由貿易か保護貿易かという古くからの議論を継続したものであると指摘している。

### ウォーカー関税
1845年、民主党は大統領にジェームズ・K・ポークを選出した。ポークは全国の農村・農業派をまとめ、低関税を求める運動によりウォーカー関税（1846年）の成立に成功した。彼らは政府費用を賄うが、特定の地域や経済部門を優遇しない「歳入関税」を求めた。ウォーカー関税は英国などとの貿易を拡大し、高関税よりも多くの歳入を連邦財務にもたらした。平均税率は約25％であった。ペンシルベニア州などの保護主義者は激怒したが、南部は南北戦

### 1857年の低関税
ウォーカー関税は1857年まで維持されたが、無党派連合によりアメリカ合衆国の1857年関税法で再び引き下げられ、18％となった。これはイギリスが保護主義的な穀物法を廃止したことへの対応であった。
議会の民主党（南部民主党が多数を占めていた）は1830年代から1850年代にかけて関税法を策定・可決し、税率を継続的に引き下げた。その結果、1857年には税率は約15％まで下がり、貿易は大幅に拡大して歳入は1840年の2,000万ドルから1856年には8,000万ドルへと増加した。南部はほとんど不満を抱かなかったが、低税率は特にペンシルベニア州の多くの北部工業家や工場労働者を怒らせ、彼らは成長する鉄鋼産業の保護を要求した。共和党は1854年にホイッグ党に代わって誕生し、産業成長促進のため高関税を支持した。これは1860年の共和党綱領の一部であった。

### 第三政党制
1854年に第二政党制が終焉すると民主党は支配力を失い、新たに登場した共和党が関税引き上げの機会を得た。モリル関税による大幅な関税引き上げは、南部諸州が連邦を離脱して議会から南部上院議員が去り、共和党が多数を占めた後に初めて可能となった。これは大統領ジェームズ・ブキャナン（民主党）によって1861年3月初旬、エイブラハム・リンカーンが就任する直前に署名された。ペンシルベニア州の鉄鋼業者やニューイングランドの毛織物業者は高関税を求めて経営者や労働者を動員したが、共和党の商人たちは低関税を望んでいた。
高関税支持者は1857年には敗北したが、1857年恐慌の原因を低関税に帰して運動を強化した。フィラデルフィアの経済学者ヘンリー・チャールズ・ケアリーは最も声高な支持者であり、ホレス・グリーリーとその有力紙ニューヨーク・トリビューンもこれに加わった。

## 南北戦争
1861年2月、南部議員が議会を去った後、南北戦争開戦直前に関税引き上げが実施された。戦争中はより多くの歳入が必要となり、贅沢品への物品税や富裕層への所得税などとともに関税は繰り返し引き上げられた。しかし、戦時政府収入の大部分は関税（3億500万ドル）や税金（3億5700万ドル）ではなく、債券や借入金（26億ドル）によって賄われた。
モリル関税は1861年4月12日の戦争勃発の数週間前に施行されたが、南部では徴収されなかった。アメリカ連合国（CSA）はほとんどの品目に15％前後の関税を課す独自の関税を制定し、これまで北部から無税で供給されていた品目にも課税した。彼らは関税収入で政府を賄えると考えていたが、予想された収入は得られなかった。北軍海軍の港湾封鎖と北部との貿易制限により、連合国が南北戦争期間中に徴収できた関税収入はわずか350万ドルにとどまり、代わりにインフレや徴発で歳入を賄った。
近年の歴史家は、関税問題を戦争原因として重視していない。1860～61年の人々がそれを中心的関心事と述べた例は少ない。1860～61年には合衆国維持のための妥協案が提案されたが、関税は含まれていなかった。1861年3月に制定された関税がその前に開かれた代表団に大きな影響を与えることはほとんどなかったと考えられる。1861年の共和党支配議会の工業支持・反農業的姿勢を示すものであった。脱退主義者の文書には関税問題が記されているものもあるが、奴隷制度維持の主張ほど頻繁ではなかった。しかし、一部のリバタリアン系経済学者は関税問題をより重視している。
経済学者ダグラス・アーウィンによれば、関税は南北戦争の原因としてほとんど役割を果たしていない。1828年の「呪われた関税」制定後、サウスカロライナ州は脱退を脅したが、アメリカ合衆国の1833年関税法により危機は解決され、関税は着実に引き下げられた。その後1846年と1857年にも引き下げが行われ、戦争直前の平均関税率は20％未満となり、南北戦争以前で最も低い水準となった。アーウィンは、南北戦争まで南部民主党が通商政策に大きな影響力を持っていたと指摘し、南部の失われた大義論に結びつけられることの多い「モリル関税が戦争を引き起こした」という修正主義的主張を否定している。むしろモリル関税は南部諸州が既に脱退し、議会で反対できなくなったために可決されたものであり、ジェームズ・ブキャナン大統領（民主党）がリンカーン就任前に署名したと説明している。要するに、アーウィンは関税が南北戦争の主要な原因であった証拠はないとしている。

## 1866年–1912年
南北戦争は政治権力を南部から北部へ移し、保護関税を支持する共和党が利益を得た。その結果、通商政策は歳入よりも輸入制限に重点が置かれ、平均関税率は上昇した。1861年から1932年まで共和党は米国政治を支配し、製造業が集中する北部から支持を得た。共和党は輸入を制限するための高関税を支持し、戦争中に40～50％まで引き上げられた税率は数十年間その水準で維持された。この間、議会は35会期開かれ、そのうち21会期が統一政府（共和党17会期、民主党4会期）、14会期が分割政府であった。72年間で民主党が関税を引き下げる機会は1894年と1913年の2回だけであり、いずれも共和党が政権を取り戻すとすぐに撤回された。この時期、既存の通商政策は常に対立政党から激しく批判された。双方の批判者は、関税を上げ下げしなければ国家が損なわれると警告した。それでも、頻繁な政治的論争にもかかわらず、一度制定された通商政策は覆すのが困難であった。支配政党の権力と制度的規則が、各時代において通商政策を比較的安定させる現状維持バイアスをもたらしていた。

### レコンストラクション時代
歴史家ハワード・K・ビールは、高関税は南北戦争中には必要だったが、戦後も北部工業家の利益のために維持されたと主張した。ビールによれば、北部工業家は議会支配を維持するために共和党を通じて行動し、低関税志向の南部白人を権力から排除するレコンストラクション政策を支持した。このビールの見解は、チャールズ・A・ビアードの有力な概説書『アメリカ文明の興隆』（1927年）によって広く普及した。
1950年代後半、歴史家たちは北部実業家が関税について均等に意見が分かれており、レコンストラクション政策を支持することで関税を守ったわけではないことを示し、ビール＝ビアード説を否定した。

### 保護主義の政治

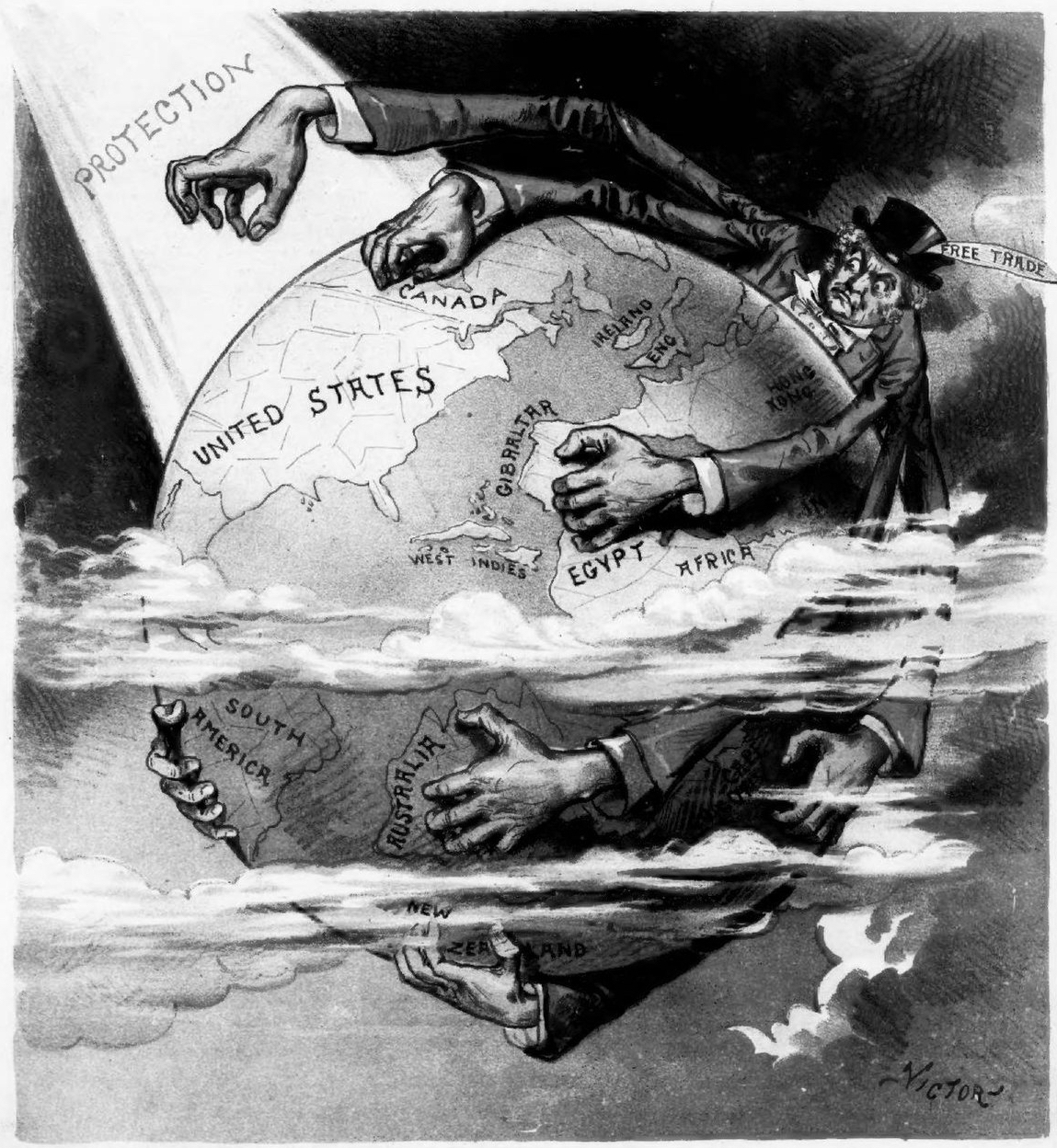
1888年の反自由貿易風刺画（Judge誌）。キャプション：「自由貿易 ― イギリスは世界を欲しがる」

鉄鋼業や毛織物業は、共和党支持を通じて高関税を要求し（そして通常は実現させた）よく組織化された利益集団であった。アメリカの工業労働者はヨーロッパの同業者よりも高い賃金を得ており、それを関税のおかげだと考え、共和党に投票した。
民主党は党内で分裂しており、ペンシルベニア州の鉄鋼産業保護を望む親関税派や近隣の工業化州の一部で高関税支持が存在した。しかし大統領グロバー・クリーブランドは1880年代後半に低関税を民主党政策の中心に据えた。彼は高関税が消費者への不必要かつ不公平な課税であると主張した。南部と西部は概して低関税を支持し、工業化が進む東部は高関税を支持した。共和党のウィリアム・マッキンリーは高関税の傑出した代弁者であり、それがすべての集団に繁栄をもたらした。

### 農民と毛織物
共和党の高関税支持者は、「高賃金の工場労働者が農産物に高値を支払う」という「国内市場」論を掲げて農民に訴えた。この考えは北東部の大多数の農民を味方につけたが、綿花・タバコ・小麦の大部分を輸出していた南部・西部の農民にはほとんど関係がなかった。1860年代後半、ボストンやフィラデルフィア近郊を拠点とする毛織物業者は最初の全国的なロビー団体を結成し、いくつかの州の羊毛生産農家と取引を行った。彼らの課題は、イギリスやオーストラリアの羊毛生産者がアメリカよりも高品質のフリースを販売しており、またイギリスの製造業者のコストがアメリカの工場と同水準であったことである。その結果、輸入羊毛に高関税を課すことで農民を支援すると同時に、完成した毛織物・梳毛製品にも高関税を課すという毛織物関税が成立した。

### クリーブランドの関税政策
民主党の大統領グロバー・クリーブランドは1887年、関税を本質的に腐敗的で真の共和主義に反し、かつ非効率であるとする驚くべき攻撃によって問題を再定義した。「我々の制度の理論が、すべての市民にその勤労と企業の成果を完全に享受することを保証していることを考えると、[最低限の税金]を超える徴収は弁解できない搾取であり、アメリカの公正と正義の重大な裏切りであることは明らかである」。1888年の大統領選挙は主に関税問題をめぐって戦われ、クリーブランドは敗北した。共和党の下院議員ウィリアム・マッキンリーは次のように主張した。
外国との自由貿易は、我々の金、我々の製品、そして我々の市場を他国に与え、我々の労働者、商人、農民に損害を与える。保護主義は金、市場、製品を国内に留め、我々自身の人々の利益となる。
民主党は1890年の高率なマッキンリー関税に激しく反発して選挙戦を展開し、圧勝してクリーブランドを1892年にホワイトハウスへ復帰させた。1893年に始まった深刻な恐慌は民主党を分裂させた。クリーブランドと親企業派のバーボン・デモクラッツは大幅な関税引き下げを主張したが、産業地区から選出された民主党議員は地元の利益のために税率引き上げを望んだ。ウィルソン＝ゴーマン関税法（1894年）は全体の税率を50％から42％に下げたが、保護主義的な譲歩が多すぎたため、クリーブランドは署名を拒否した（法案は署名なしで成立した）。

### マッキンリーの関税政策

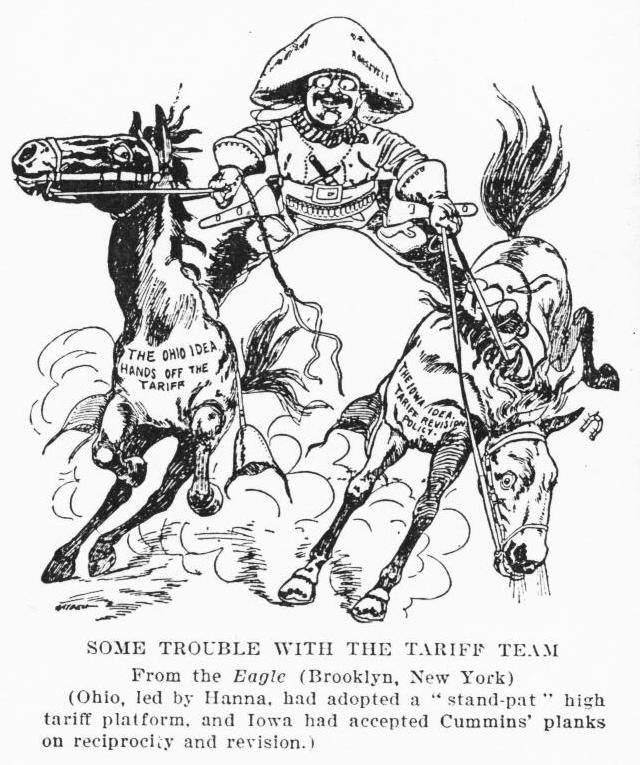
1901年、関税問題で分裂する共和党を見守るセオドア・ルーズベルトの風刺画

マッキンリーは1896年の大統領選で、高関税を恐慌への積極的解決策として主張して勝利した。1897年、共和党はディングリー関税を急ぎ可決し、税率を再び50％水準に引き上げた。民主党は高関税が政府公認の「トラスト」（独占）を生み、消費者価格を押し上げたと反論した。マッキンリーはさらに大差で再選され、関税後の時代における互恵通商協定の構想を語り始めた。
共和党はペイン＝オルドリッチ関税法（1909年）をめぐって激しく分裂した。大統領セオドア・ルーズベルト（在任1901–1909）は党の分裂を避けるため関税問題を先送りしたが、後任のウィリアム・ハワード・タフトは問題に正面から取り組まざるを得なかった。彼は1908年の選挙で関税「改革」（誰もが引き下げを意味すると考えた）を掲げて勝利した。下院はペイン法案で税率を引き下げたが、上院ではネルソン・W・オルドリッチが高関税派を結集させた。
オルドリッチはニューイングランドの実業家で関税問題の専門家であった。一方、中西部の共和党急進派は弁護士や演説家であり、特別利益団体を信用せず、関税を「消費者の犠牲のうえに成り立つ単なる略奪」とみなした。農村部は自らの道徳的優位性が特別な保護に値すると考え、都市やトラストの不道徳には経済的制裁が必要だと信じていた。オルドリッチのペイン＝オルドリッチ関税法案は中西部農産品の保護を引き下げる一方で、彼の地盤である北東部に有利な税率を引き上げた。
マッキンリー関税は1890年アメリカ合衆国下院選挙で激しい論争の的となり、民主党が地滑り的勝利を収めた。民主党は1894年にウィルソン＝ゴーマン関税法でマッキンリー関税を撤廃し、税率を引き下げた。
1913年、所得税による新たな歳入が確保されると、民主党はさらに関税を引き下げアンダーウッド関税を成立させた。1914年の戦争勃発により、関税の影響は戦時契約に比べて重要性を失った。共和党が政権復帰するとフォードニー＝マッカンバー関税（1922年）で税率を再び引き上げ、さらにスムート・ホーリー関税法（1930年）で世界恐慌初期に再引き上げした。

### カナダとの関税
カナダ・アメリカ互恵条約（1855–1866年）は両国の貿易を拡大させたが、終了後カナダは高関税路線を選んだ。カナダ保守党のジョン・A・マクドナルドが1879年に導入した国策は、カナダの製造業を保護するための高関税を基盤としていた。
1911年、カナダはウィリアム・タフト大統領が交渉した互恵協定をアメリカ帝国主義への懸念から拒否した。共和党中西部派は協定に強く反対し、カナダの保守党は反米感情を利用して政権を奪還した。
ペイン＝オルドリッチ関税法（1909年）は経済的影響こそ軽微だったが、政治的には大きな影響を与え、共和党の分裂を深めた。

## 1913年–1929年
南北戦争以降、保護主義は共和党を結束させるイデオロギー的接着剤であった。高関税は企業への販売増、工業労働者への高賃金、農民への作物需要増を約束したが、民主党はこれを「小市民への課税」と非難した。
ウッドロウ・ウィルソンは大幅な関税引き下げを最優先課題とし、1913年にアンダーウッド関税を成立させた。しかし第一次世界大戦で貿易構造が激変し、関税の重要性は低下した。新設された連邦所得税と連邦準備制度によって政府財政の基盤が大きく変わった。
共和党政権は1921年にアメリカ合衆国の1921年の緊急関税を導入し、さらに1930年関税法で税率を引き上げたが、これは世界恐慌を悪化させ、各国の報復関税とブロック経済化を招いた。

## スムート＝ホーリー関税法と大恐慌
スムート・ホーリー関税法は課税対象輸入品の平均関税を約40％から47％に引き上げ、デフレの影響で実質的に60％近くまで上昇した。アメリカの輸入は2年で40％以上減少し、その一部は関税引き上げに起因していた。経済学者ダグラス・アーウィンは、この関税が大恐慌の主因ではないが深刻化させたと指摘し、輸出入の減少・国際報復・ブロック経済化を招いたと評価している。

## 通商自由化
1930年まで関税は議会が証言と交渉を経て決定していたが、1934年、議会は互恵通商協定法で権限を行政府に委譲し、2国間協定による関税引き下げを可能にした。その後1945年までに32の協定が締結され、低関税が繁栄をもたらすとの認識が広まった。

## 第二次世界大戦後
戦後、アメリカは1947年に設立された関税及び貿易に関する一般協定（GATT）を推進し、関税やその他の貿易制限を最小化し、すべての資本主義国間で貿易の自由化を図った。1995年、GATTは世界貿易機関（WTO）に移行し、東欧革命とともに1990年代には開放市場・低関税のイデオロギーが世界的に支配的となった。  
多国間主義は1948年から1994年までの7回の関税削減ラウンドに具現化された。各ラウンドで（GATT）加盟国は一堂に会し、相互に合意可能な貿易自由化パッケージと相互主義的な関税率を交渉した。1994年のウルグアイ・ラウンドでは、関税率の統一を目的として世界貿易機関（WTO）が設立された。
アメリカの産業と労働は第二次世界大戦後に繁栄したが、1970年以降苦境に立たされた。世界各地の低コスト生産者との激しい競争が初めて出現したのである。多くのラストベルト産業は衰退または崩壊し、とくに鉄鋼、テレビ、靴、玩具、繊維、衣料品の製造業が打撃を受けた。トヨタや日産はアメリカ国内の巨大自動車産業を脅かした。1970年代後半、デトロイトの自動車メーカーと自動車労働組合は保護を求めて共同で戦い、関税ではなく日本政府による輸入自主規制を獲得した。
割当制度は2国間の外交合意であり、高関税と同様の保護効果を持つが、第三国からの報復を招かなかった。日本車の輸入台数を制限することで、逆に日本企業はより高価格帯の市場への進出を進めた。輸出可能台数が制限された日本の生産者は、収益成長を維持するため輸出製品の価値を高める戦略をとった。この結果、アメリカメーカーが歴史的に支配していた中型・大型車市場が脅かされた。
チキン税は1964年、当時の西ドイツによるアメリカ産鶏肉への輸入関税への対抗措置としてリンドン・B・ジョンソン大統領が課したものであった。1962年、ジョン・F・ケネディ政権下でアメリカは、西ドイツの養鶏業者の要請による不当な輸入制限であるとしてヨーロッパを非難した。外交交渉は失敗し、ジョンソン大統領は就任2か月後の1964年1月、輸入小型トラックに25％の税を課した。この措置はドイツ製のフォルクスワーゲンバンに直接影響を与えた。
公式には、この小型トラック税はアメリカの鶏肉販売減少分を西ドイツからのフォルクスワーゲンバン輸入額で相殺するためと説明された。しかしジョンソン政権のホワイトハウス録音テープによれば、この税は全米自動車労働組合（UAW）会長ウォルター・ルーサーに対し、1964年選挙直前のストライキ回避と公民権政策支持を求める一環であったことが示されている。
2025年時点で、アメリカで関税が課される輸入品は全輸入品の約30％に過ぎず、残りは自由リストに載っている。アメリカが課す「平均」関税は歴史的低水準にあった。交渉済みの関税リストはアメリカ国際貿易委員会が公表するHS品目表に記載されている。

## 1980年代–2000年
レーガンおよびジョージ・H・W・ブッシュ政権下で共和党は保護主義政策を放棄し、クォータの廃止やGATT/WTOの最小貿易障壁政策を支持した。1987年の米加自由貿易協定によりカナダとの自由貿易が実現し、1994年には北米自由貿易協定（NAFTA）へ発展した。この協定はレーガンの計画に基づき、アメリカ企業の市場をカナダ・メキシコに拡大するものであった。ビル・クリントン大統領は1993年、労働組合の激しい反対を押し切り、共和党の強力な支持を得てNAFTAを議会で可決させた。
2000年、クリントンは共和党と協力して中国のWTO加盟と最恵国待遇付与を実現し、他のWTO加盟国と同等の低関税を適用した。NAFTAやWTOの支持者は、繁栄が知的スキルや経営ノウハウに基づく未来像を描き、自由貿易は消費者に低価格をもたらすと主張した。一方、労働組合はこのシステムがアメリカ労働者の賃金低下や雇用喪失につながると反対した。一方で、国際関税全体は低下したものの、一部の関税は依然として変化しにくい状況にあった。たとえば、欧州の共通農業政策による関税圧力もあり、アメリカ合衆国の農業補助金は近年のドーハ交渉でのWTOからの圧力にもかかわらずほとんど削減されなかった。
ブッシュ政権はアメリカ合衆国の2002年鉄鋼関税を導入したが、2005年の既存研究レビューによれば、すべての研究がこれらの関税がアメリカ経済および雇用において利益より損害をもたらしたと結論づけている。

## 2000年以降

### 脱工業化とチャイナショック
デイビッド・オーター、デイビッド・ドーン、ゴードン・ハンソンによる研究は、中国との貿易増加が1991年から2007年の間にアメリカ国内で約100万人の製造業労働者の雇用を失わせたことを示した。中国からの輸入競争は製造業の雇用喪失と賃金低下を引き起こした。また、他産業での雇用増加は実現せず、閉鎖した企業は非製造業の地元企業への発注をやめ、元製造業労働者の多くは長期または恒久的に失業した。輸入増加は、非製造業財の需要減少と製造業喪失労働者による労働供給増加を通じて、非製造業部門の賃金も低下させた。ダロン・アセモグルやブレンダン・プライスらとの共同研究では、1999年から2011年にかけて中国輸入競争がアメリカで最大240万人の雇用を奪ったと推計している。
デイビッド・オーター、デイビッド・ドーン、ゴードン・ハンソンは、中国輸入競争の地域的悪影響を記録したが、これらの知見は貿易単独ではなく、技術変化や景気後退を含む経済的混乱の広範な影響を反映したものだと強調した。彼らは自由貿易の全体的利益を否定せず、保護主義的な関税を提案もしなかったが、労働者の適応を支援する政策対応が必要だと主張した。
多くの経済学者はチャイナショックがアメリカの製造業労働者や地域に悪影響を与えた点では一致しているが、その損失の大きさや経済全体への影響については大きな議論が残っている。いくつかの研究は、チャイナショックがアメリカに純経済利益をもたらしたと結論づけている。さらに、チャイナショックは特異な現象ではなく、他の貿易自由化と同様に「勝者」が「敗者」を上回り、10年以上前に終わったショックに対する新たな関税は無効かつ有害だとの広範な合意が存在する。
経済学者ダグラス・アーウィンは、オーターらの研究を補足した。アーウィンによれば、いわゆる「チャイナショック」—アメリカへの中国輸入の急増—は例外的かつ一度限りの事象であり、中国の農業から産業への大規模な労働移動と労働年齢人口の増加が重なったためであった。このような条件は都市化の鈍化と労働年齢人口の減少により再現しにくい。さらに、中国輸入の増加はアメリカの失業率低下期に発生しており、総需要不足が原因ではなかったとした。問題は製造業の地理的集中と労働移動の制限にあったと彼は主張した。
アーウィンはまた、2000年代のアメリカ労働市場の悪化の背景として、2008年金融危機や中国の異常に高い経常黒字といったマクロ経済的不均衡を指摘した。チャイナショックは、自由貿易が大きな利益をもたらすという経済学の広範な合意を変えるものではなく、むしろ特定地域や職業集団にとって貿易自由化が不利益をもたらしうる極端な事例であると位置づけられた。さらに、ロブ・フィーンズトラの研究は、チャイナショックによる消費者利益、特に低所得層が享受した低価格の恩恵を明らかにした。こうした中国の競争力向上の一部は、中間財や原材料への輸入関税の一方的削減によるものであり、アメリカ政策ではなく中国国内改革の結果であった。

### 第1次ドナルド・トランプ政権
第1次トランプ政権では、大統領令によって一連の関税が課された。2018年1月、トランプは太陽光パネルと洗濯機に30〜50％の関税を課した。続いてほとんどの国からの鉄鋼（25％）とアルミニウム（10％）に関税を課し、6月1日には欧州連合、カナダ、メキシコにも適用した。さらに5月10日には、500億ドル相当の中国製品818品目に25％の関税を課した。鉄鋼とアルミニウム関税の唯一の適用除外国はオーストラリアであったが、2019年12月2日には通貨操作への対応としてアルゼンチンとブラジルのアルミニウムにも関税を課した。
カリエンドとパロは、関税および中国の報復が消費、賃金、製造業輸出、総厚生を減少させたと報告した。2018–2019年の貿易戦争による純厚生損失（–0.1％）は、チャイナショックによる純利益（+0.2％）と対照的である。

### ジョー・バイデン
2024年5月、バイデン政権は中国製太陽電池の関税を2倍、中国製リチウムイオン電池の関税を3倍以上に引き上げた。また、中国製鉄鋼、アルミニウム、医療機器の輸入関税も引き上げた。これらの関税引き上げは3年間で段階的に実施される。

### 第2次ドナルド・トランプ政権：リベレーション・デイ関税
第2次トランプ政権では、ほぼすべてのアメリカ輸入品に対して一連の大幅な保護関税が課された。2025年1月から4月の間に、アメリカの平均実効関税率は2.5％から推定27％へと上昇し、1世紀以上ぶりの高水準となった。

## 密輸と沿岸警備
歴史的に、高関税は高い密輸率をもたらしてきた。1790年、ハミルトン財務長官は武装海上税関執行機関としてアメリカ合衆国税関監視艇隊を設立した。現在でもこれはアメリカの主要な海上法執行機関である。アメリカ合衆国税関・国境警備局（CBP）は、アメリカ合衆国国土安全保障省の連邦法執行機関であり、国際貿易の規制と円滑化、連邦議会が承認した関税（輸入税）の徴収、貿易・税関・移民に関する規制の執行を担っている。彼らは国境検問所や港に配置され、貨物が到着すると内容物を検査し、製品ごとの関税率に基づいて税を課す。